# Groot Begijnhof Sint-Elisabeth

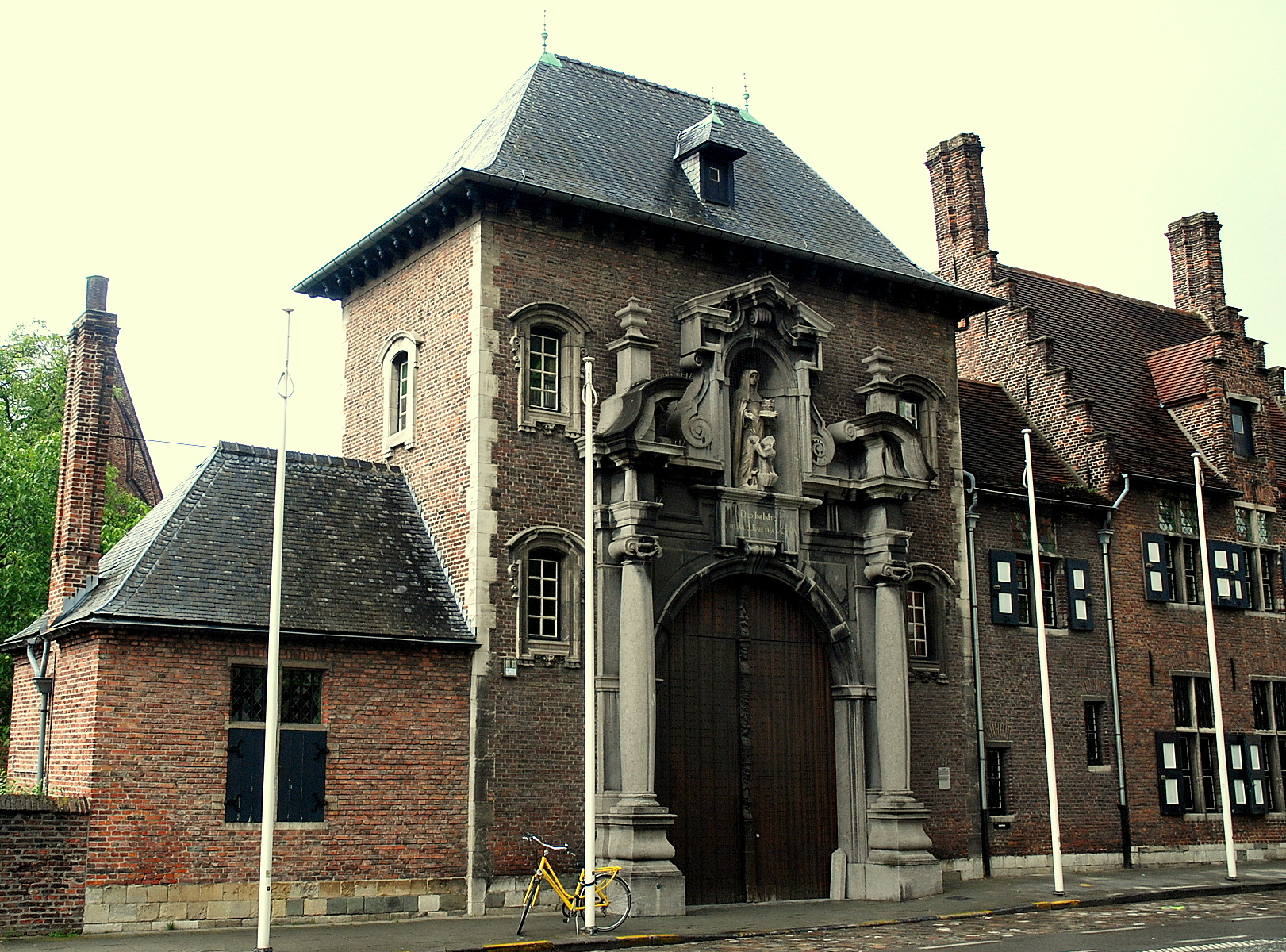
Het poortgebouw van het begijnhof, heropgebouwd aan de Godshuizenlaan te Gent

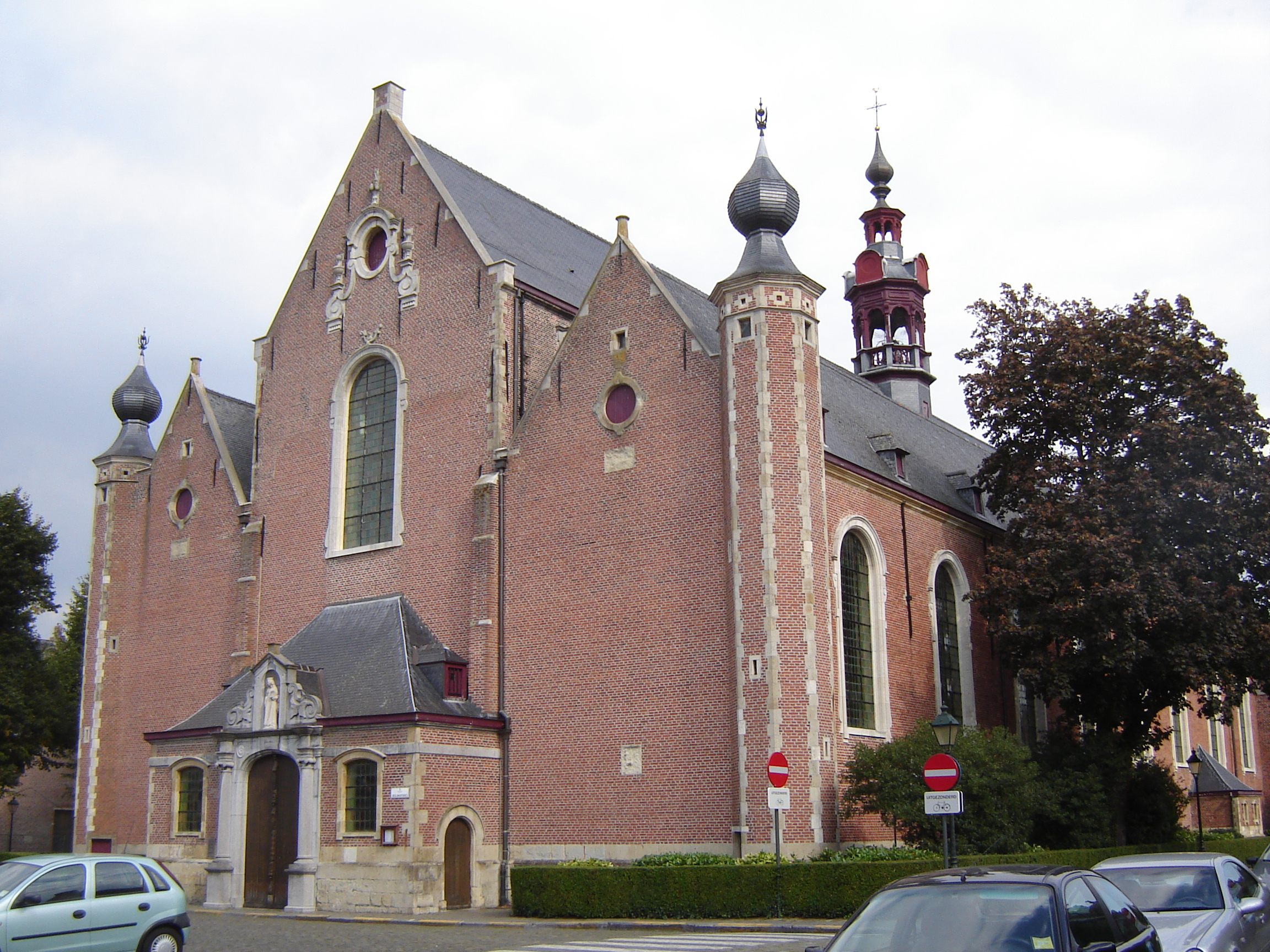
Sint-Elisabethkerk, kerk van de anglicaanse St John's parochie

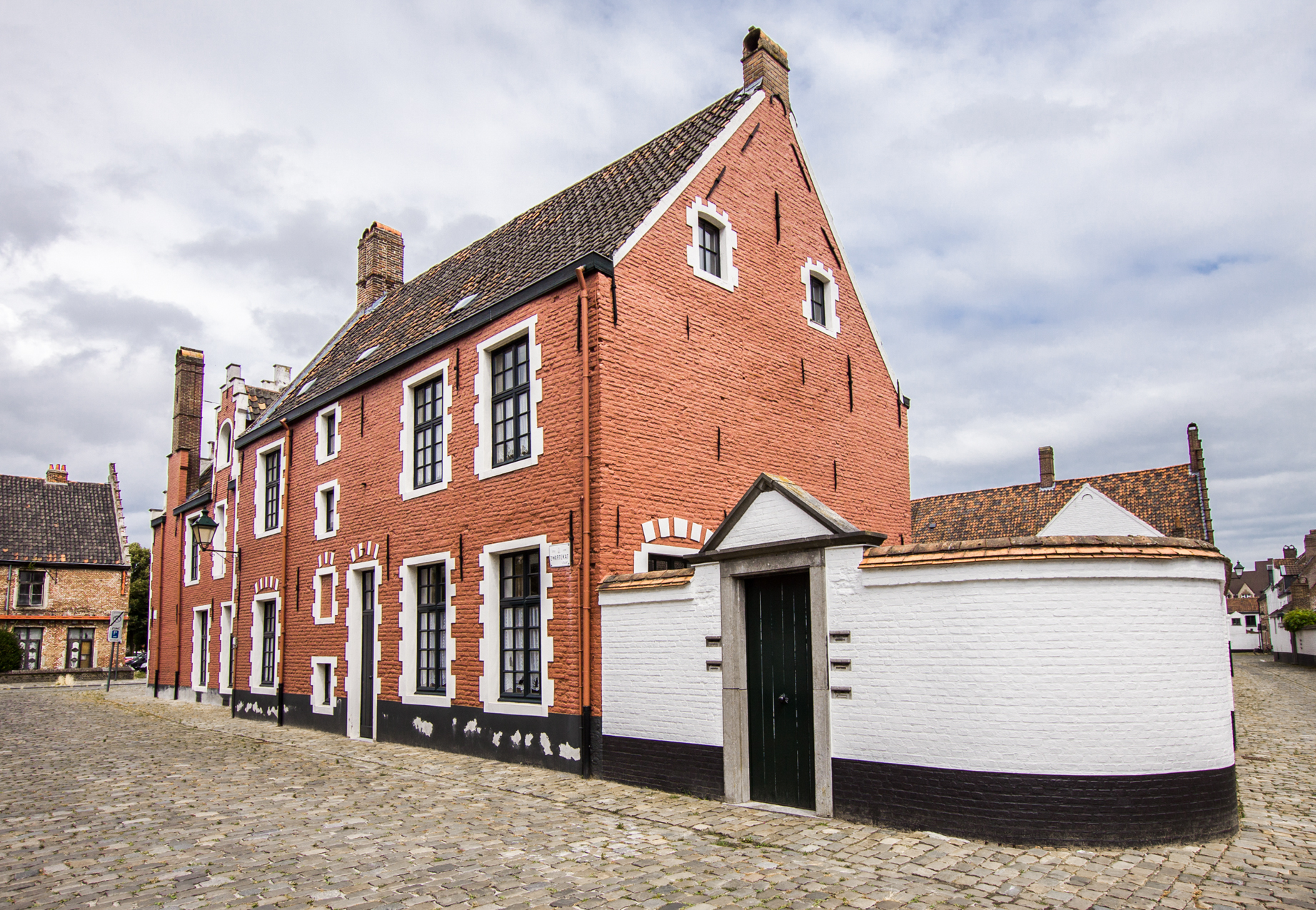
Zwartekatstraat

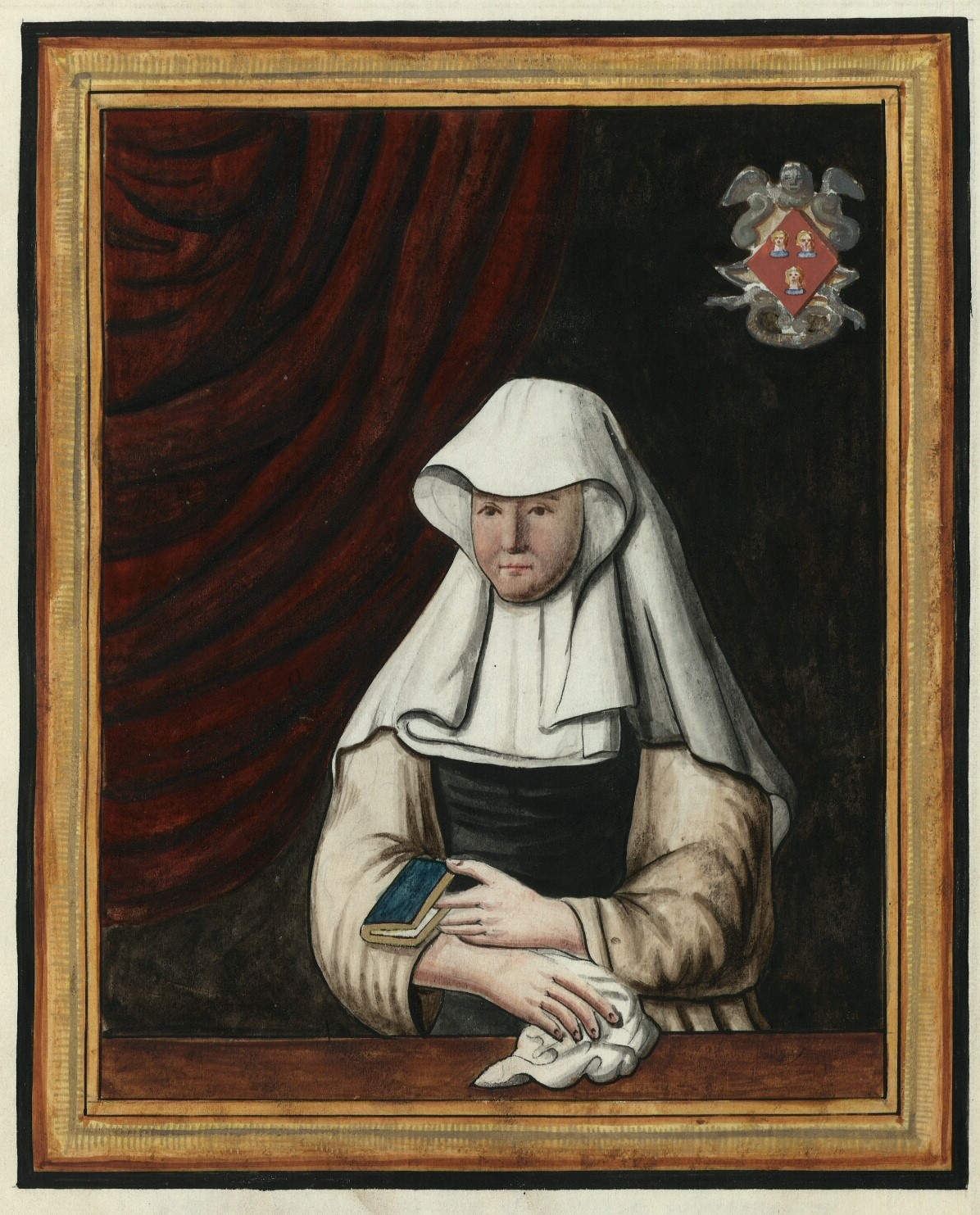
Gentse begijn. Fragment uit een manuscript van het begijnhof Sint Aubertus (Poortacker) te Gent. Gemaakt ca. 1840.

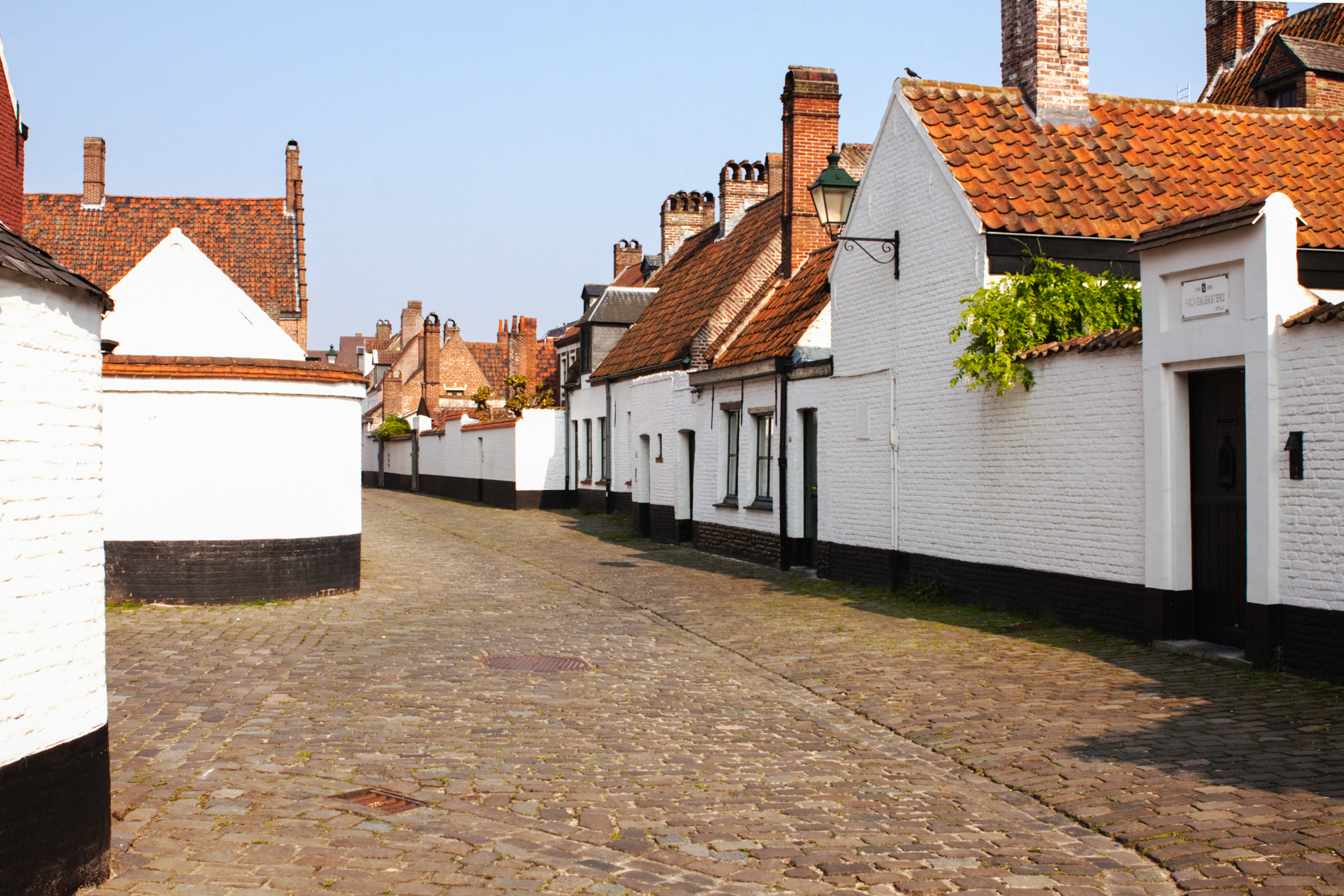
Provenierstersstraat

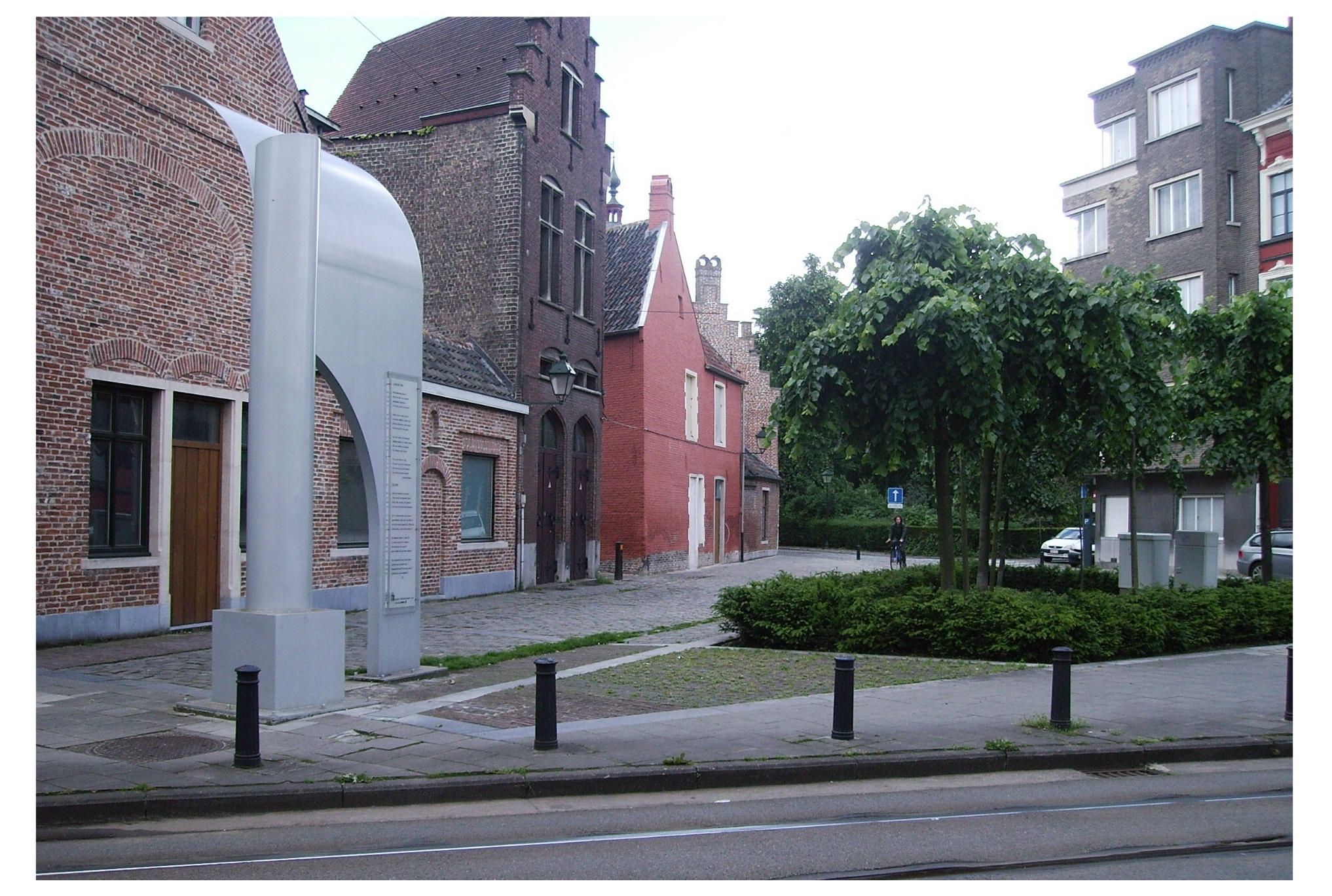
Ingang van begijnhof vanaf Burgstraat

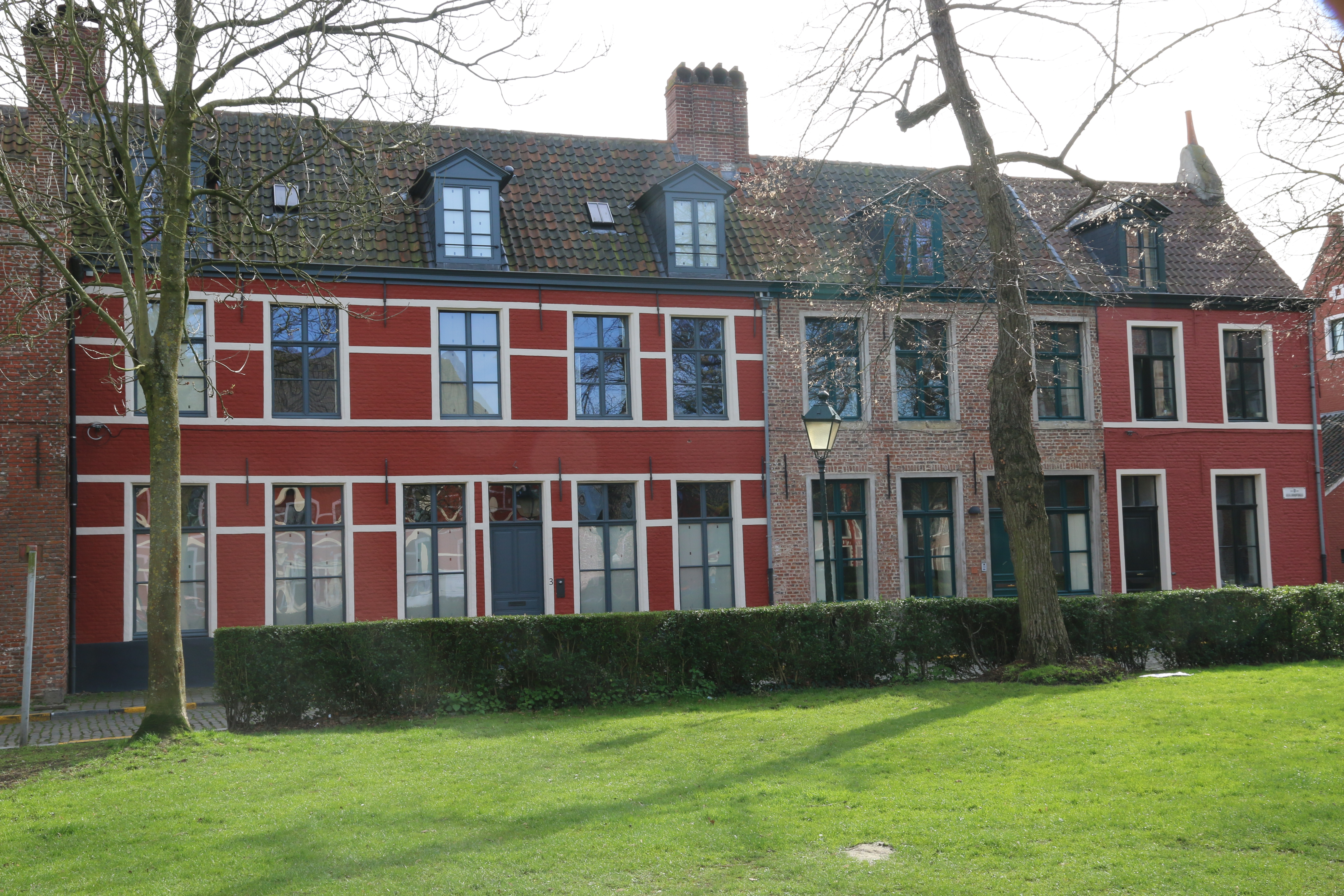
Begijnhofdries

Het Oud Begijnhof Sint-Elisabeth is een begijnhof in de Belgische stad Gent. Het Groot Begijnhof dankt zijn naam aan de Heilige Elisabeth van Thüringen, ook vaak Elisabeth van Hongarije genoemd.
Het begijnhof werd verlaten in 1873 voor het nieuwe Groot Begijnhof Sint-Amandsberg net buiten het stadscentrum. Daarnaast ligt in de stad ook nog het Begijnhof Ter Hoye. Het Gentse Oud Begijnhof Sint-Elisabeth is nu een woonwijk en sinds 1956 een beschermd landschap en sinds 1994 een beschermd stadsgezicht. Het ligt in het noordwesten van de stadskern van Gent in de buurt van het Rabot, tussen de Burgstraat en de Begijnhoflaan. Prominent aanwezig in het voormalig begijnhof is de Sint-Elisabethkerk.

## Geschiedenis
In de 13e eeuw verhuisden de cisterciënzerinnen vanuit hun kloosterpand in Onderbergen, naast de Sint-Michielskerk, naar hun nieuwe klooster met infirmerie, genaamd "Haven van Maria" of nog "Toevlucht van Maria", vandaag beter bekend als de Bijloke. Zij dankten hun nieuwe abdij aan de interventie van Gravin Johanna van Constantinopel, dochter van Boudewijn IX van Vlaanderen, die in 1236 in Rijsel, een vergelijkbare infirmerie stichtte, het Hospice Comtesse.
Een aantal godvruchtig levende vrouwen (de mulieres sanctae, de mulieres religiosae, de virgines continentes) die aanvankelijk leefden in de schaduw van het klooster in Onderbergen om er een bijdrage te leveren aan de ziekenzorg, verhuisden mee naar de nabijheid van de Bijloke. Maar weldra kregen ook zij, door tegemoetkoming van Gravin Johanna van Constantinopel, de beschikking over een stuk land, meer bepaald een moerassig gebied, omringd door natuurlijke waterlopen, aan het einde van de Burgstraat.
Het begijnhof uit 1234 groeide in de loop der eeuwen uit tot een begijnhofstad bestaande uit een kerk, het huis van de grootjuffer, een infirmerie, een infirmeriekapel, 18 conventen en 103 begijnenhuizen, een bleekweide en een boomgaard.
Op 16 december 1843 brachten de Engelse koningin Victoria en haar gemaal prins Albert, in gezelschap van koning Leopold I en koningin Louise Marie, een bezoek aan de stad Gent. Bij deze gelegenheid werd ook de begijnhofkerk van Sint-Elisabeth bezocht. Behalve de begijnengemeenschap waren ook verscheidene overheidspersonen, zoals de gouverneur van Oost-Vlaanderen, de burgemeester en schepenen van de Stad Gent, aanwezig. De Gentse schilder en fotograaf Louis Delattre maakte van het bezoek een schilderij dat zich onder de titel ‘Het Bezoek van Koningin Victoria aan de Sint-Elisabethkerk’ in de collectie van het Museum voor Schone Kunsten van Gent bevindt.
Een samenloop van omstandigheden, zoals de Franse Revolutie (waardoor de kerkelijke goederen eigendom van de gemeenten werden), het aan de macht komen van een liberaal stadsbestuur in de stad Gent, de industriële revolutie (met de vraag naar goedkope arbeiderswoningen) en het idee van de stadsarchitecten om de stad Gent "open te gooien" door onder meer het Begijnhof af te breken, leidde er uiteindelijk toe dat de begijnen zich verplicht zagen te verhuizen naar een nieuwe opgebouwd Groot begijnhof in Sint-Amandsberg, net ten oosten van het stadscentrum. Mede door de (ook financiële) inzet van de Hertog van Arenberg was in twee jaar tijd dit nieuwe begijnhof in Sint-Amandsberg in recordtempo opgetrokken. Meer dan 600 begijnen verhuisden ernaar op 29 september 1874.

## Na 1874
Na het vertrek van de begijnen werden hun huizen en conventen door het OCMW verhuurd aan minder gegoede Gentenaars. Initieel investeerde de stad en het OCMW weinig in vernieuwing en modernisering waardoor de buurt ten prooi viel aan stedelijk verval, maar later heeft het Gentse stadsbestuur in het kader van de stadsvernieuwing gezorgd voor een tweede adem voor de buurt.
Langzamerhand kwamen wat meer gegoede inwoners in opstand tegen de verloedering. Er werd ook steeds meer gepleit om de wijk als een belangrijk stuk erfgoed te bewaren, tegen verdere verloedering. Als gevolg van subsidiëring en privé-initiatief onderging de wijk vanaf 1984 zelfs gentrificatie. Ook hier waren kunstenaars de pioniers. Constant Permeke, Albert Servaes, Frits Van den Berghe, Domien Ingels, Gustave Dierkens en Henri Van Melle woonden of werkten over een langere periode samen met Edmond De Maertelaere in zijn ruim pand in de Sophie Van Akenstraat nr 7 (nu 11).
In het Engels staat de wijk algemeen bekend als "Holy corner". Er waren namelijk tot einde 2015 vier verschillende kerken gevestigd: de vroeger rooms-katholieke en nu anglicaanse Sint-Elisabethkerk (de vroegere begijnenkerk), de Oosters-Orthodoxe kerk van de Heilige Apostel Andreaskerk (met veel Russischtalige gelovigen), beide in de Van Akenstraat, de Protestantse Rabotkerk (gevestigd op de vroegere bleekweiden, dus aan de grens van het vroegere begijnhof met het Rabot), en de anglicaanse Saint John's Church, vroeger in de Boonenstraat (tot 2008) en de naburige Theresianenstraat (van 2008 tot januari 2016).